# Ibn al-Shatir
Ibn al-Shāṭir (in arabo ابن الشاطر‎?; Damasco, 1305 – 1375) è stato un filosofo arabo, di epoca medievale.

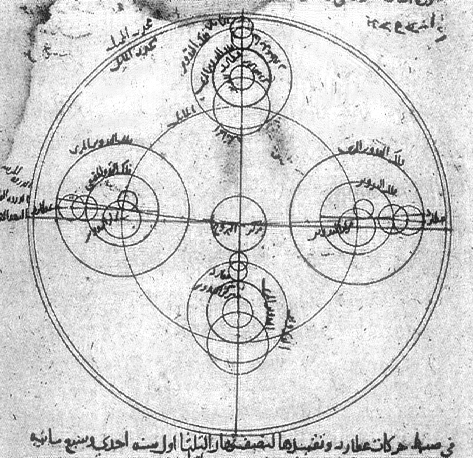
Scritto di Shatir

Abū l-Hasan ʿAlāʾ al-Dīn b. ʿAlī b. Ibrāhīm b. Muhammad b. al-Mutʿim al-Ansārī (in arabo ﺍبو الحسن علاء الدين بن علي بن إبراهيم بن محمد بن المطعم الأنصاري‎?), è stato l'autore del Kitāb nihayat al-suʾāl fī taṣḥīḥ al-uṣūl, o L'Intellezione delle Orbite, un trattato filosofico-scientifico che  precede le intuizioni di Galileo e Niccolò Copernico.
Anche se nella sua opera si dice tra l'altro che al centro dell'universo vi fosse la Terra, essa potrebbe essere stata successivamente rielaborata in forma eliocentrica da Niccolò Copernico. Nel mondo musulmano, il lavoro di Ibn al-Shāṭir, quando fu esposto, fu praticamente ignorato.
Sappiamo che qualche copia del libro giunse però fino in Italia, sempre in epoca medievale.